# Георгиевское (Ленинградская область)
Гео́ргиевское — деревня в Тосненском городском поселении Тосненского района Ленинградской области.

## История

План деревни Георгиевское. 1939 год

Согласно топографической карте 1937 года деревня называлась Никитинская и насчитывала 9 крестьянских дворов.
Согласно карте генштаба РККА 1942 года деревня также называлась Никитинская.
По данным 1966 года деревня называлась Никитино и входила в состав Рябовского сельсовета Тосненского района.
По данным 1973 и 1990 годов деревня называлась Георгиевское и находилась в административном подчинении Рябовского поселкового совета.
В 1997 году в деревне Георгиевское Рябовского поссовета проживали 165 человек.
В 2002 году в деревне Георгиевское Ушакинской волости — 178 человек (русские — 96 %).
В 2007 году в деревне Георгиевское Тосненского ГП — 187 человек.

## География
Деревня расположена в центральной части района на автодороге 41К-827 (подъезд к дер. Георгиевское), к югу от центра поселения города Тосно, близ деревни Жары, к западу от автодороги М10 (E 105) «Россия».
Расстояние до административного центра поселения — 19 км. Транспорт — автобусы № 314 (Тосно — Георгиевское) и № 320 (Тосно — Любань, отдельные рейсы).
Ближайший остановочный пункт — платформа Георгиевская Октябрьской железной дороги. Расстояние до ближайшей железнодорожной станции Рябово — 3 км.
Деревня находится на правом берегу реки Сунья.

## Демография
| 2007 | 2010 | 2017 |
| ---- | ---- | ---- |
| 187  | ↘150 | ↗156 |